# Paus Julius III
 Paus Julius III, geboren als Giovanni Maria del Monte (Rome, 10 september 1487 - aldaar, 23 maart 1555) was de 221e rooms-katholieke paus van 7 februari 1550 tot aan zijn dood in 1555.

## Biografie
Giovanni werd geboren als derde kind van Vincenzo Ciocchi del Monte en Cristofora Saracini. Na zijn studies rechten aan de universiteiten van Perugia en Siena werd hij onderwezen in de theologie door de dominicaan Ambrosius Catharius.
In 1513 werd Giovanni aartsbisschop van Manfredonia. In 1521 werd hij tevens bisschop van Pavia. Tijdens het Sacco di Roma werd hij aan zijn haren opgehangen. Hij werd kardinaal gecreëerd door paus Paulus III in 1536. In 1543 volgde zijn verheffing tot kardinaal-bisschop van het suburbicair bisdom Palestrina. Als voorzitter opende hij in 1545 het Concilie van Trente.

### Pontificaat
Bij het conclaaf van 1549-1550 waren de 48 kiesgerechtigde kardinalen verdeeld in drie elkaar tegenwerkende facties: de groep Franse kardinalen, de keizersgezinden en de groep aanhangers van kardinaal Alessandro Farnese, kleinzoon van de net overleden Paulus III. Na tien weken werd kardinaal del Monte verkozen als compromis-kandidaat en hij nam de naam Julius III aan. Kort na zijn verheffing tot paus maakte hij van Innocenzo Ciocchi del Monte, een zeventienjarige jongen die hij in Parma van de straat had gehaald, kardinaal. Julius III zou dweperig verliefd zijn geweest op Innocenzo.
Tijdens zijn pontificaat was hij een voorstander van kerkhervorming. Zodoende steunde hij de jezuïeten en deed hij pogingen om het overleg in het Concilie van Trente op koers te houden. Daarnaast was Julius III verheugd met de troonsbestijging van Maria I van Engeland waardoor Engeland weer katholiek zou worden. Daarnaast had hij belangstelling voor het werk dat Michelangelo verrichtte aan de Sint-Pietersbasiliek. Tevens stelde hij Giovanni Pierluigi da Palestrina aan als koormeester van zijn hofkapel.
Hij trok zich liever terug tot het leiden van een luxueus leventje en verviel in een politiek van nepotisme. De banketten die hij als paus hield ontaardden in homo-erotische orgieën na het vertrek van belangrijke gasten. Ook spendeerde hij grote sommen geld aan zijn landhuis Villa Giulia. Hij overleed op 23 maart 1555 door middel van een hongerdood nadat zijn spijsvertering gestopt was met werken. Het Concilie van Trente kwam in 1563 onder paus Pius IV tot afronding; daarbij werd ook het verplichte priesterlijke celibaat ingesteld, waarvan de Kerk nooit meer afstand heeft gedaan.
Paus Julius III is begraven in een tombe in de Sint-Pietersbasiliek in het Vaticaan.

Galerij
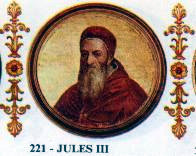
Portret van Paul Julius III in de basiliek Sint-Paulus buiten de Muren
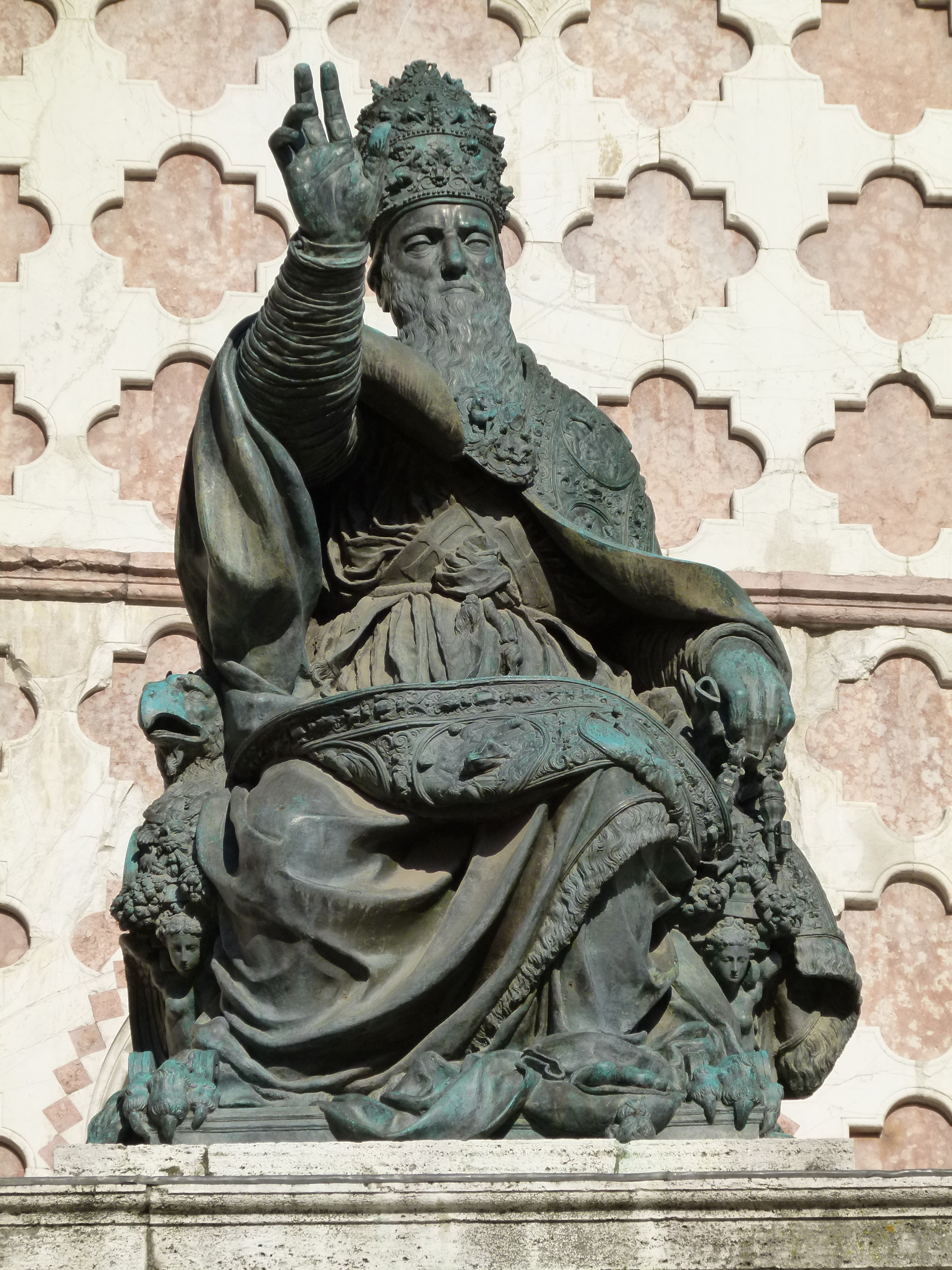
Paus Julius III door Vincenzo Danti. Het beeld bevindt zich voor de San Lorenzokathedraal te Perugia
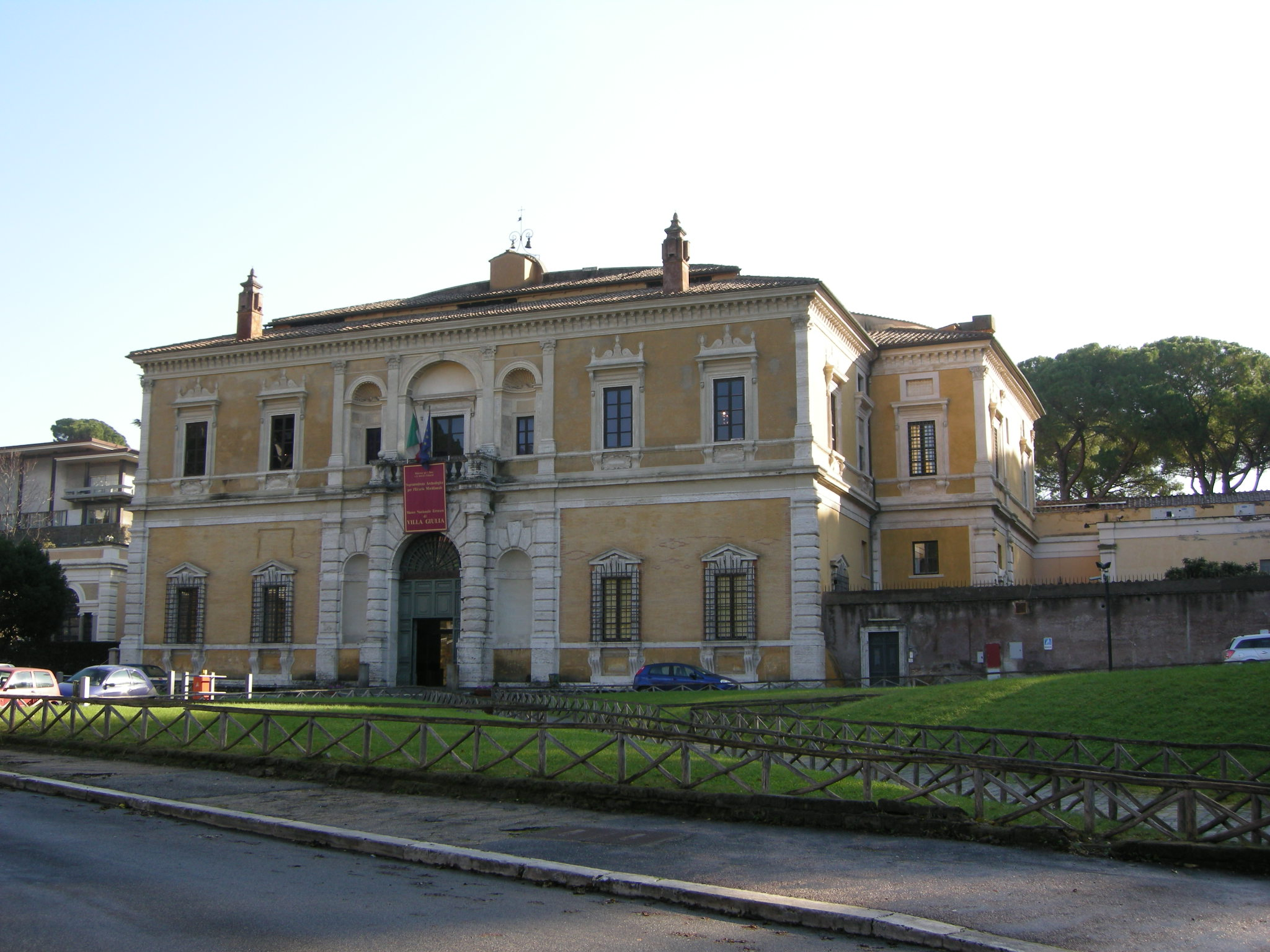
Het zestiende-eeuwse zomerverblijf van Paus Julius III, dat in 1889 werd veranderd in een museum

Cursief: tegenpaus
- Bibsys: 13039032
- Biblioteca Nacional de España: XX1255040
- Bibliothèque nationale de France: cb11683411g (data)
- Catàleg d'autoritats de noms i títols de Catalunya: 981058519958206706
- Gemeinsame Normdatei: 118955314
- International Standard Name Identifier: 0000 0000 6128 022X
- Library of Congress Control Number: n85216481
- Nationale Bibliotheek van Tsjechië: mzk2008430610
- Nationale Bibliotheek van Israël: 987007263503005171
- Nationale Bibliotheek van Polen: a0000002571128
- Nederlandse Thesaurus van Auteursnamen: 072482761
- Istituto Centrale per il Catalogo Unico: SBLV061765
- LIBRIS: 362199
- Système universitaire de documentation: 09366964X
- Union List of Artist Names: 500433813
- Virtual International Authority File: 160149066599265601888